# 大眼副南乳魚
大眼副南乳魚，為輻鰭魚綱胡瓜魚目南乳魚科的其中一種，被IUCN列為易危保育類動物，分布於塔斯馬尼亞Arthurs湖、Woods湖流域，體長可達8公分，棲息在岩石底質的溪流、湖泊，屬肉食性，以蠕蟲、甲殼類、端足類等為食，生活習性不明。

## 擴展閱讀
維基物種上的相關：大眼副南乳魚